# Élections législatives nord-coréennes de 1957
Les élections législatives nord-coréennes de 1957 ont eu lieu pour la 2e Assemblée populaire suprême de Corée du Nord le 27 août 1957. Les électeurs se sont vu présenter une seule liste du Front démocratique pour la réunification de la patrie, dominé par le Parti du travail de Corée.
Un seul candidat a été présenté dans chaque circonscription, tous sélectionnés par le Parti du travail de Corée, bien que certains se soient présentés sous la bannière d'autres partis ou organisations étatiques pour donner l'illusion de la démocratie. Le taux de participation aurait été de 99,99 %, 99,92 % des votants en faveur des candidats présentés.
Sa première session a eu lieu du 18 au 20 septembre 1957. L'une de ses déclarations était « Sur les tâches immédiates du pouvoir populaire dans la construction socialiste ».

## Résultats
|                                                             |                                                             |                           |      |       |        |     |
| Parti ou mouvement                                          | Parti ou mouvement                                          | Parti ou mouvement        | Voix | %     | Sièges | +/- |
|                                                             |                                                             | Parti du travail de Corée |      | 99,92 | 178    | 21  |
|                                                             | Parti Chondogyo-Chong-u                                     | 11                        | 24   | 99,92 |        |     |
|                                                             | Parti démocrate de Corée                                    | 11                        | 24   | 99,92 |        |     |
|                                                             | Parti du peuple travailliste                                | 3                         | 17   | 99,92 |        |     |
|                                                             | Parti de la République populaire                            | 3                         | 17   | 99,92 |        |     |
|                                                             | Union des bouddhistes de Choson                             | 2                         | Nv.  | 99,92 |        |     |
|                                                             | Alliance populaire de Gonmin                                | 1                         | Nv.  | 99,92 |        |     |
|                                                             | Parti Démocratique Indépendant                              | 1                         | 19   | 99,92 |        |     |
|                                                             | Autres parties                                              | 5                         | –    | 99,92 |        |     |
| Total Front démocratique pour la réunification de la patrie | Total Front démocratique pour la réunification de la patrie | 215                       | 357  | 99,92 |        |     |
| Contre                                                      | Contre                                                      | Contre                    |      | 0,08  | –      | –   |
|                                                             |                                                             |                           |      |       |        |     |
| Total                                                       | Total                                                       | Total                     |      | 100   | 215    | 357 |
| Inscrits / participation                                    | Inscrits / participation                                    | Inscrits / participation  |      | 99,99 |        |     |